# Levice (distrito)
O Distrito de Levice (eslovaco: Okres Levice) é uma unidade administrativa da Eslováquia Meridional, situado na Nitra (região), com 120.021 habitantes (em 2001) e uma superfície de 1.551 km². Sua capital é a cidade de Levice.

## Demografia
| Ano:        | 1994    | 2004    | 2014    | 2024    |
| ----------- | ------- | ------- | ------- | ------- |
| Broj ljudi: | 121 113 | 119 018 | 113 511 | 107 992 |
| Razlika:    |         | -1,72%  | -4,62%  | -4,86%  |

| Ano:               | 2023    | 2024    |
| ------------------ | ------- | ------- |
| Número de pessoas: | 108 479 | 107 992 |
| Diferença:         |         | -0,44%  |

## Cidades
- Levice (capital)
- Šahy
- Tlmače
- Želiezovce

## Municípios
- Bajka
- Bátovce
- Beša
- Bielovce
- Bohunice
- Bory
- Brhlovce
- Čajkov
- Čaka
- Čata
- Demandice
- Devičany
- Dolná Seč
- Dolné Semerovce
- Dolný Pial
- Domadice
- Drženice
- Farná
- Hokovce
- Hontianska Vrbica
- Hontianske Trsťany
- Horná Seč
- Horné Semerovce
- Horné Turovce
- Horný Pial
- Hrkovce
- Hronovce
- Hronské Kľačany
- Hronské Kosihy
- Iňa
- Ipeľské Úľany
- Ipeľský Sokolec
- Jabloňovce
- Jesenské
- Jur nad Hronom
- Kalná nad Hronom
- Keť
- Kozárovce
- Krškany
- Kubáňovo
- Kukučínov
- Kuraľany
- Lok
- Lontov
- Lula
- Málaš
- Malé Kozmálovce
- Malé Ludince
- Mýtne Ludany
- Nová Dedina
- Nový Tekov
- Nýrovce
- Ondrejovce
- Pastovce
- Pečenice
- Plášťovce
- Plavé Vozokany
- Podlužany
- Pohronský Ruskov
- Pukanec
- Rybník
- Santovka
- Sazdice
- Sikenica
- Slatina
- Starý Hrádok
- Starý Tekov
- Šalov
- Šarovce
- Tehla
- Tekovské Lužany
- Tekovský Hrádok
- Tupá
- Turá
- Uhliská
- Veľké Kozmálovce
- Veľké Ludince
- Veľké Turovce
- Veľký Ďur
- Vyškovce nad Ipľom
- Vyšné nad Hronom
- Zalaba
- Zbrojníky
- Žemberovce
- Žemliare